# Акампо (Каліфорнія)
Акампо (англ. Acampo) — переписна місцевість (CDP) в США, в окрузі Сан-Хоакін штату Каліфорнія. Населення — 334 особи (2020).

## Географія
Акампо розташоване за координатами 38°10′25″ пн. ш. 121°16′48″ зх. д. / 38.17361° пн. ш. 121.28000° зх. д. (38.173529, -121.279892).  За даними Бюро перепису населення США в 2010 році переписна місцевість мала площу 2,43 км², уся площа — суходіл.

## Демографія
Згідно з переписом 2010 року, у переписній місцевості мешкала 341 особа в 94 домогосподарствах у складі 72 родин. Густота населення становила 140 осіб/км².  Було 99 помешкань (41/км²).
Расовий склад населення:
| - 49,6 % — білих - 2,3 % — вихідців з тихоокеанських островів - 0,9 % — азіатів - 0,3 % — корінних американців - 39,9 % — осіб інших рас |

До двох чи більше рас належало 7,0 %. Частка іспаномовних становила 58,4 % від усіх жителів.
За віковим діапазоном населення розподілялося таким чином: 30,8 % — особи молодші 18 років, 58,3 % — особи у віці 18—64 років, 10,9 % — особи у віці 65 років та старші. Медіана віку мешканця становила 30,6 року. На 100 осіб жіночої статі у переписній місцевості припадало 114,5 чоловіків;  на 100 жінок у віці від 18 років та старших — 108,8 чоловіків також старших 18 років.
Цивільне працевлаштоване населення становило 646 осіб. Основні галузі зайнятості: мистецтво, розваги та відпочинок — 26,6 %, виробництво — 19,8 %, оптова торгівля — 18,0 %.